# Неелов, Илья Васильевич
Илья́ Васи́льевич Нее́лов (1745, Царское Село — ноябрь 1793, Царское Село) — архитектор русского классицизма. Старший сын придворного архитектора Василия Ивановича Неелова.

## Биография
Илья Неелов в шестнадцать лет был принят в Императорскую Академию художеств в Санкт-Петербурге, учился архитектуре у Ж.-Б. Валлен-Деламота. В 1770 году за проект оранжерей по заданной программе был награждён 1-й серебряной медалью, и в том же году получил за проект фонтана 2-ю золотую медаль. В том же 1770 году И. В. Hеелов, вместе с Сердюковым, Ветошниковым и Мелентьевым, был отправлен пенсионером в Рим. И. И. Шувалов поручил ему с Ветошниковым и Ивановыми (Михаилом и Архипом) заняться зарисовкой планов античных зданий.
В апреле 1772 года Неелов отправил в Санкт-Петербургскую Академию художеств проект церкви своего сочинения, а на следующий год «прожект увеселительному дому». В феврале 1774 года Неелов был избран в члены Болонской Академии Клементина. Секретарь Академии Доменико Пио, уведомляя об этом избрании петербургскую Академию художеств, отметил выдающиеся способности Неелова, а в его рисунках нашёл «простоту греков, изящество и достоинство».
По возвращении в Россию с 1776 года Илья Неелов работал в Царском Селе, помогая отцу, после кончины которого в 1782 году возглавил все архитектурные работы. Императрица Екатерина II приказала предоставить ему место придворного архитектора, которое занимал его отец. Илья Васильевич Неелов в этой должности пребывал до конца жизни.
В 1777 году Илья Неелов составил генеральный план Царскосельского парка. Он является автором павильонов «Верхняя ванна» и «Нижняя ванна», построил «Крестовый мост» в «китайском стиле» (1776—1779) и по проекту Антонио Ринальди Китайский театр (1777—1779). По проекту Ю. М. Фельтена возвёл Зубовский (1778—1784) и Церковный (1779—1784) флигели Большого дворца. В 1778 году по его собственному проекту созданы два пруда с искусственными островами (куртина «Прудки» в Александровском парке) и неоготический Баболовский дворец (1783—1785, разрушен во время Великой Отечественной войны). В 1792 году им был составлен план пейзажной части Александровского парка.
Павильоны, построенные И. В. Нееловым, органично вписаны в сложившийся к тому времени «пейзажный стиль» Екатерининского парка. Индивидуальный стиль Неелова близок классицистическому стилю построек И. Е. Старова. В 1780 году повелением императрицы И. В. Неелов был определён в помощники Чарлзу Камерону.
После смерти Ильи Васильевича руководство работами в Царском Селе было передано его младшему брату Петру Васильевичу Неелову (придворному архитектору с 1794 года). Его усилиями реализовывался, в частности, проект пейзажной части Александровского парка, разработанный И. В. Нееловым.

## Постройки И. В. Неелова в Царском Селе

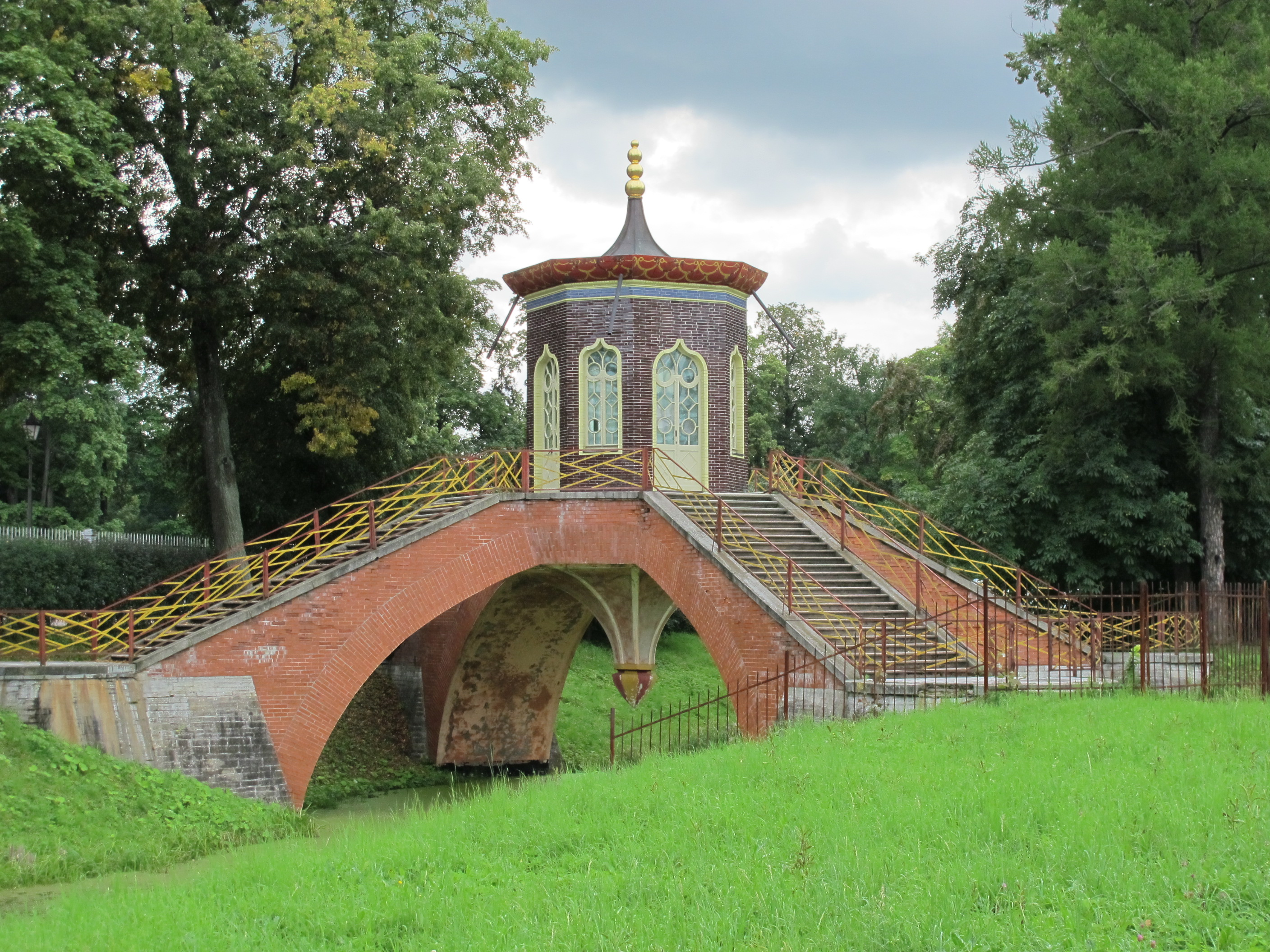
Крестовый мост
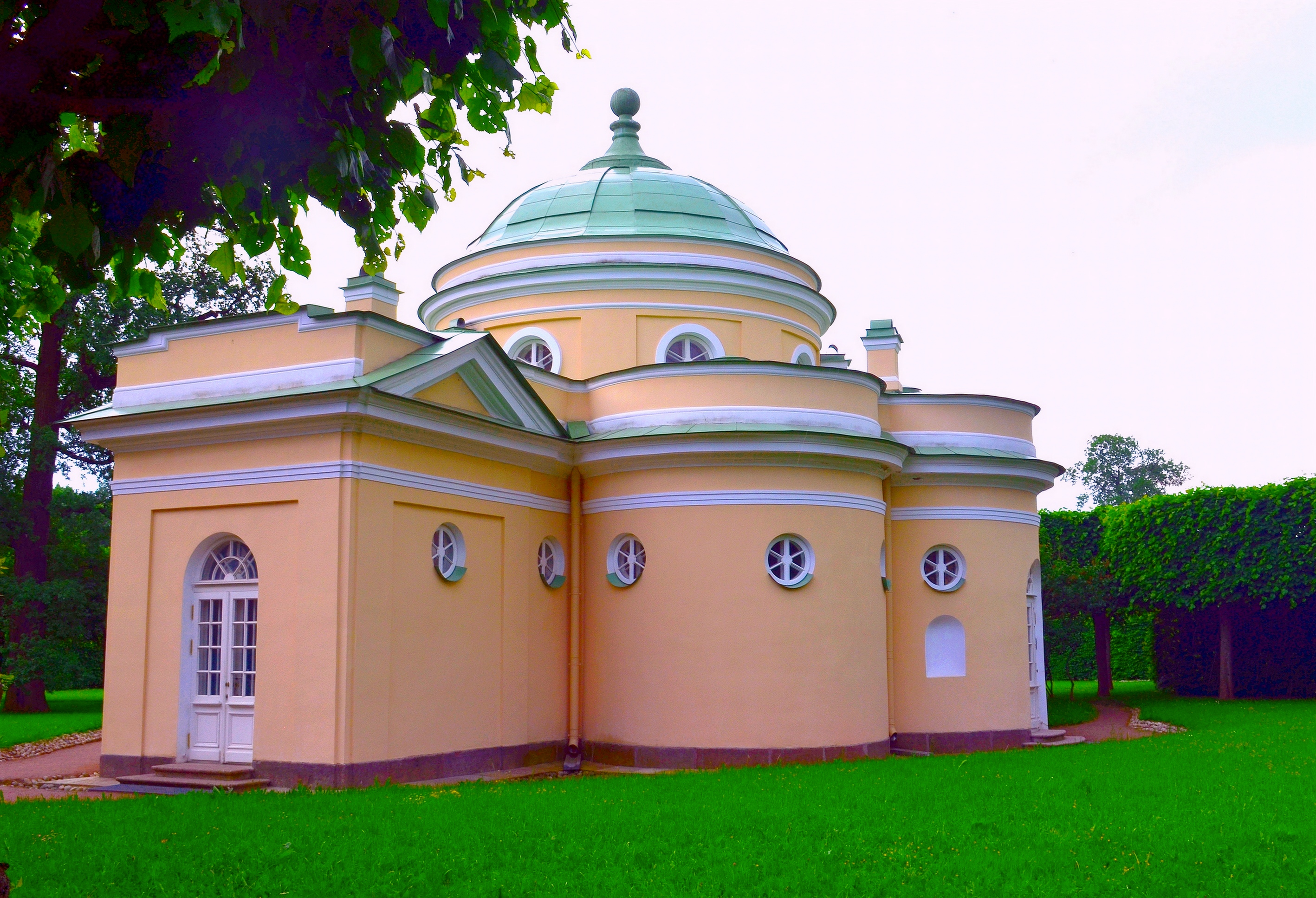
Павильон Нижняя ванна
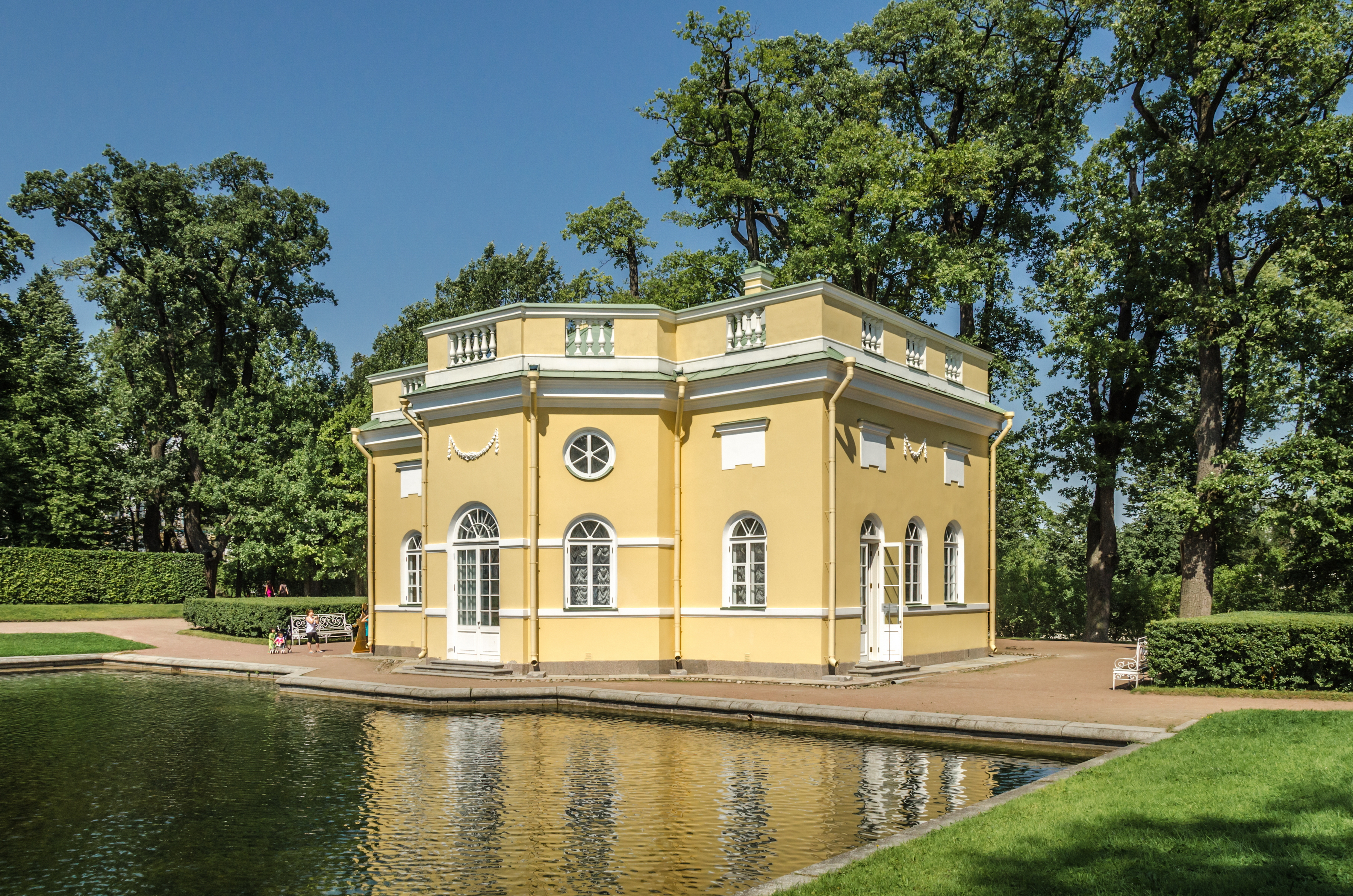
Павильон Верхняя ванна
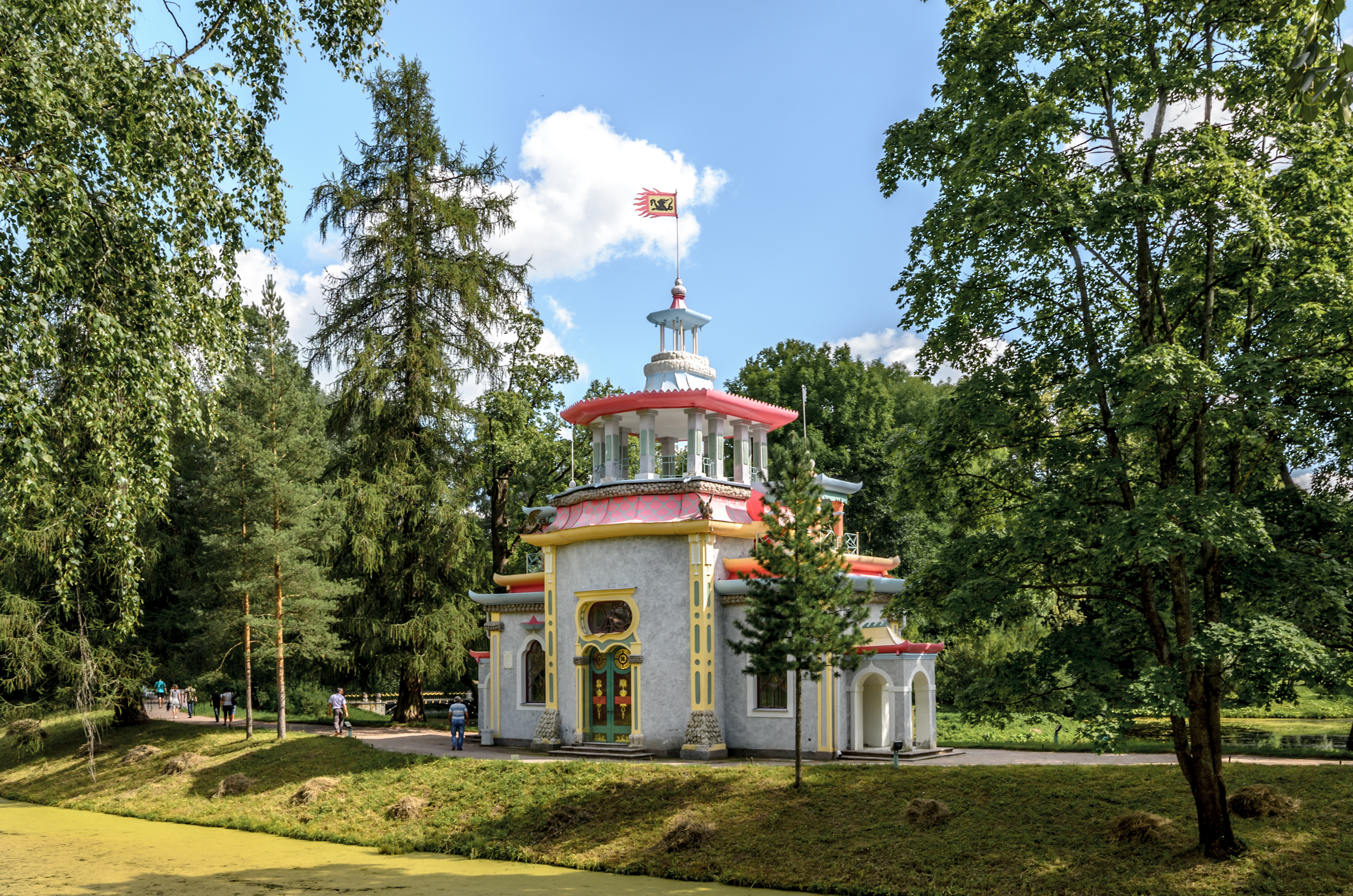
Скрипучая беседка в стиле шинуазри

## Реализованные проекты
- Крестовый мост (1776—1779) (вместе с отцом, В. И. Нееловым)[5]
- Верхняя ванна (1777—1778) (вместе с В. И. Нееловым)[6]
- Нижняя ванна (1778—1779)
- Турецкий киоск (1779—1781)[7]
- Баболовский дворец (1783—1785)
- Перестройка Кавалерских домов (1784)[8]
- Русская баня в составе комплекса «Холодной бани» с «Агатовыми комнатами» (после 1785)[9]
- Придворный манеж (1786—1788, впоследствии перестроен В. П. Стасовым)
- Великокняжеский флигель Большого Екатерининского дворца (1789—1792, впоследствии перестроен В. П. Стасовым для Царскосельского лицея)

Кроме того, И. В. Неелов осуществлял надзор за строительством целого ряда объектов в Царском Селе. Под его руководством были построены:
- Орловские (Гатчинские) ворота (1777—1782, по проекту А. Ринальди)
- Китайский театр (1778—1779, по проекту А. Ринальди)
- Скрипучая (Китайская) беседка (1778—1786, по проекту Ю. М. Фельтена)[10]
- Зубовский (1778—1784) и Церковный (1779—1784) флигели Большого Екатерининского дворца (по проекту Ю. М. Фельтена)
- Камеронова галерея (1784—1787, по проекту Ч. Камерона)[11]
- Александровский дворец (1792—1793, по проекту Дж. Кваренги)[4][12]